# Jaroslav Kalášek
Jaroslav Kalášek (29. ledna 1918 Bynina – 10. července 1944 Alness) byl český zbrojíř 310. československé stíhací perutě, který zahynul během výcviku na palubního radiotelegrafistu.

## Život

### Před druhou světovou válkou
Jaroslav Kalášek se narodil 29. ledna 1918 v Bynině u Valašského Meziříčí. Jeho rodina se přestěhovala do brněnských Žabovřesk. Byl členem brněnského Junáka.

### Druhá světová válka
Po německé okupaci opustil Jaroslav Kalášek v červnu 1939 společně s dalšími Protektorát Čechy a Morava a přes Polsko se dostal do Francie, kde vstoupil do cizinecké legie. Po vypuknutí druhé světové války byl ze závazku uvolněn a 26. září 1939 v Agde zařazen do 3. pěšího pluku Československé armády v zahraničí. Bitvy o Francii se neúčastnil. Po jejím pádu v červnu 1940 se evakuoval do Spojeného království, kde byl přijat do Royal Air Force a jako zbrojíř přidělen k 310. československé stíhací peruti. V létě 1943 byl zařazen do výcviku palubních radiotelegrafistů a střelců. Radiotelegrafický výcvik úspěšně absolvoval v Cranwellu, ke střeleckému nastoupil v červnu 1944 ve skotském Evantonu. Dne 10. července 1944 byl členem skupiny startující k leteckému výcviku ve stroji Avro Anson Mk.I NK477 řízeném polským pilotem Adamem Ścigalou. Na palubě byl jediným Čechem. Stroj se z neznámých příčin zřítil u města Alness, všichni na palubě zahynuli. Jaroslav Kalášek byl pohřben na hřbitově Kiltearn u Evantonu.

## Posmrtná ocenění
- Jaroslavu Kaláškovi byl in memoriam udělen Československý válečný kříž 1939
- Jaroslav Kalášek byl in memoriam povýšen do hodnosti majora